# Хьютагогіка
Хьютагогіка (від грец. εαυτός — сам й грец. άγω — вести) — напрямок в теорії навчання, сучасне вчення про безперервну освіту як стиль життя, вчення про самоосвіту як провідну форму освіти. Має за мету навчання на свій власний розсуд, самовизначене навчання (англ. self-determined learning), була запропонована австралійцями Стюартом Хасе (Stewart Hase) і Крісом Кеньйоном (Chris Kenyon) з  Університету Південного Хреста як продовження розвитку андрагогіки.
Предмет хьютагогіки (heutagogy) — самовизначена навчальна діяльність, заснована на вдосконаленні власних навичок учіння. Людина, що вчиться, повинна бути в центрі власного навчання, навчатися не тільки власне предмету, а й організації свого навчання (double loop learning), самостійно складати власну траєкторію навчання, зокрема здійснювати вибір завдань для оцінювання.
Термін «heutagogy» тільки набуває популярності в українському науковому просторі, і подається в трьох варіантах:
1. «хьютагогіка», тобто як переклад-запозичення з опорою на англійську вимову;
2. «евтагогіка» — як запозичення з урахуванням традиції передачі грецьких слів і морфем російською мовою;
3. «heutagogy» — як використання англійського терміна без перекладу.

## Хьютагогіка наголошує на
1. Самоактуалізації учня – особистість стає не лише споживачем знань, а й активним творцем власного навчального досвіду.
2. Двосторонньому навчанні – учень і вчитель вчаться один у одного.
3. Адаптивному підході – процес навчання змінюється відповідно до потреб учня.
4. Фокусі на розвитку "як вчитися" – основна мета навчання полягає в тому, щоб навчитися самостійно здобувати знання та застосовувати їх.

## Принципи Хьютагогіки[1]
Самоорганізоване навчання
- Учень бере на себе відповідальність за визначення цілей, вибір методів і темпу навчання.
- Підкреслюється автономія і самостійність у прийнятті рішень.

Гнучкість у навчанні
- Навчальні програми повинні бути адаптовані до індивідуальних потреб і контекстів.
- Особистий досвід і контекст учня стають важливими елементами навчального процесу.

Рефлексія
- Постійне самоаналізування навчального процесу є ключовим.
- Учень оцінює власні успіхи, помилки і використовує їх для вдосконалення.

Розвиток навичок самонавчання
- Основна увага приділяється тому, як навчатися, а не що навчатися.
- Створюються умови для формування критичного мислення та проблемного підходу.

Використання досвіду
- Особистий досвід учня є основою для побудови нових знань.
- Важливу роль відіграють практичні завдання та реальні ситуації.

Компетентнісний підхід
- Результатом навчання є не лише знання, але й здатність ефективно їх застосовувати.
- Оцінювання спрямоване на визначення рівня компетенцій.

Неформальне навчання
- Визнання ролі неформального і випадкового навчання, яке відбувається поза традиційними освітніми закладами.

## Використання[2]
1. Освіта дорослих  Хьютагогіка особливо ефективна в професійному навчанні, де необхідно швидко адаптуватися до змін і самостійно приймати рішення.
2. Онлайн-освіта  Інструменти дистанційного навчання, такі як платформи MOOC, забезпечують ідеальне середовище для самостійного навчання.